# 1. Līga 2000
La 1. Līga 2000 è stata la 9ª edizione della seconda divisione del calcio lettone dalla ritrovata indipendenza. Lo Zibens/Zemessardze ha vinto il campionato ottenendo la promozione in massima serie.

## Stagione

### Formula
Le otto squadre partecipanti si affrontavano in doppi turni di andata e ritorno per un totale di 28 incontri per squadra. La vincitrice veniva promossa in Virslīga 2001, mentre le ultime due erano retrocesse in 2. Līga.
Erano assegnati tre punti per la vittoria, uno per il pareggio e zero per la sconfitta.

## Squadre partecipanti
| Club               | Città      | Stagione precedente        |
| ------------------ | ---------- | -------------------------- |
| Auda Ķekava        | Rīga       | 5° in 1. Līga              |
| FK Lode            | ?          | ?                          |
| RKB Arma Rīga      | Rīga       | 2° in 1. Līga              |
| Rēzekne            | Rēzekne    | 8° in Virslīga, retrocesso |
| Robežsardze Ludza  | Ludza      | ?                          |
| Saldus             | Saldus     | 8° in 1. Līga              |
| Skonto/Metāls Rīga | Rīga       | 4° in 1. Līga              |
| Zibens/Zemessardze | Daugavpils | 3° in 1. Līga              |

## Classifica finale
|  | Pos. | Squadra            | Pt | G  | V  | N | P  | GF | GS | DR  |
|  | ---- | ------------------ | -- | -- | -- | - | -- | -- | -- | --- |
|  | 1.   | Zibens/Zemessardze | 73 | 28 | 23 | 4 | 1  | 78 | 23 | +55 |
|  | 2.   | Skonto/Metāls Rīga | 52 | 28 | 15 | 7 | 6  | 87 | 41 | +46 |
|  | 3.   | Auda Ķekava        | 49 | 28 | 14 | 7 | 7  | 51 | 34 | +17 |
|  | 4.   | RKB Arma Rīga      | 44 | 28 | 13 | 5 | 10 | 66 | 58 | +8  |
|  | 5.   | Saldus             | 30 | 28 | 8  | 6 | 14 | 52 | 65 | -13 |
|  | 6.   | Rēzekne            | 27 | 28 | 6  | 9 | 13 | 32 | 37 | -5  |
|  | 7.   | Robežsardze Ludza  | 23 | 28 | 7  | 5 | 16 | 40 | 85 | -45 |
|  | 8.   | FK Lode            | 12 | 28 | 3  | 3 | 22 | 22 | 85 | -63 |

## Verdetti finali
- Zibens/Zemessardze promosso in Virslīga 2001.
- Robežsardze Ludza e FK Lode retrocessi in 2. Līga; in seguito alla rinuncia del Saldus il Robežsardze fu riammesso.